# Atherimorpha victoriana
Atherimorpha victoriana är en tvåvingeart som beskrevs av Paramonov 1962. Atherimorpha victoriana ingår i släktet Atherimorpha och familjen snäppflugor. Inga underarter finns listade i Catalogue of Life.